# Фридек-Мистек (район)
Район Фридек-Мистек (чеш. Okres Frýdek-Místek) — один из 6 районов Моравскосилезского края Чехии. Административным центром является город Фридек-Мистек. Площадь составляет 1208,49 км², население — 209 326 человек (плотность населения — 173,21 человек на 1 км²). Район состоит из 72 населённых пунктов, в том числе из 6 городов (Фридек-Мистек, Тршинец, Яблунков, Фридлант-над-Остравици, Пасков и Брушперк). Район был образован в ходе административной реформы 1960 года, до реформы эти земли входили в состав районов Мистек, Острава-город, Френштат-под-Радгоштем и Чески-Тешин.

## Административное деление
- Башка
- Била
- Бистршице
- Боцановице
- Брузовице
- Брушперк
- Буковец
- Велополи
- Вендрине
- Войковице
- Вышни-Льготы
- Гнойник
- Горни-Домаславице
- Горни-Ломна
- Горни-Тошановице
- Градек
- Грчава
- Гуквальды
- Добра
- Добратице
- Дольни-Домаславице
- Дольни-Ломна
- Жабень
- Жерманице
- Кановице
- Козловице
- Коморни-Льготка
- Кошаржиска
- Красна
- Крмелин
- Кунчице-под-Ондржейником
- Лучина
- Льготка
- Маленовице
- Метиловице
- Миликов
- Моравка
- Мости-у-Яблункова
- Навси
- Нидек
- Нижни-Льготи
- Ношовице
- Остравице
- Паздерна
- Палковице
- Пасков
- Писек
- Писечна
- Пражмо
- Пржно
- Пстружи
- Рашковице
- Ржека
- Ржепиште
- Ропице
- Свиаднов
- Седлиште
- Смиловице
- Собешовице
- Старе-Гамри
- Старе-Место
- Старжич
- Стршитеж
- Трановице
- Тршинец
- Фридек-Мистек
- Фридлант-над-Остравици
- Фричовице
- Челадна
- Яблунков
- Яновице